# Wilibald Franz Kammel
Wilibald Franz Kammel (27. května 1879 Kamenický Šenov – 16. dubna 1953 Vídeň) byl rakouský pedagog a psycholog.

## Život
Studoval ve Vídni, Grenoblu, Salcburku, Hamburku a Lipsku. V Lipsku roku 1903 získal titul Dr. phil. a působil zde jako gymnazijní učitel. Poté působil na Dolnorakouské zemské pedagogické akademii ve Vídni jako docent. Roku 1931–1949 působil jako mimořádný profesor na Vídeňské univerzitě. Roku 1913 založil první institut experimentální psychologie a vědy pro mládež. Jeho mladším bratrem byl architekt Leo Kammel.
Je vynálezcem esteziometru (zařízení k měření hmatové citlivosti kůže). Také zveřejnil četná vědecká díla, jakými byly například První jednotlivá vzpomínka (1912), Experimentální výzkum výrazových symptomů pozornosti (1920), Vysoká škola výchovných věd (1922).
Dne 17. října 1956 byla ulice Langenzersdorfer Weg ve 21. vídeňském okrese rozhodnutím obecní rady přejmenována na Kammelweg.